# Francis Ogilvy
Francis Ogilvy, né en 1903, à Guildford. Francis Ogilvy fut un publicitaire, qui transforma profondément l'agence Mather & Crowther dont il prit la tête en 1937, et entraîna une modernisation de la publicité britannique, dans le sillage de son frère David Ogilvy. Peu après sa disparition le 16 mars 1964, son agence fusionna avec celle de son frère pour former le groupe Ogilvy & Mather.

## Biographie
Francis était le fils ainé de la famille Ogilvy, né à Guildford en 1903. Il fit ses études au prestigieux lycée Fettes College d’Édimbourg, et des études universitaires en droit et littérature classique au collège Magdalene, de l'Université de Cambridge. Il essaya ensuite de devenir enseignant, et découvrit "qu'il détestait les petits garçons et la pauvreté", le business du pétrole en Inde, et "découvrit qu'il détestait l'Inde, ayant la malaria, une insolation la dysenterie et une otite simultanément", et le métier d'acteur, mais il se rendit compte là encore, "qu'il détestait les acteurs, les actrices et la pauvreté continuelle".

### Mather & Crowther
En 1921, il rejoint l'agence Mather & Crowther, répondant à une annonce de concepteur-rédacteur, pour 5 livres par semaine, sans vraiment savoir ce que ce métier signifiait.
Cette agence créée en 1888, du rapprochement entre Harley Mather et Herbert Oakes Crowther, était alors une institution réputée de Londres, l'une des principales dans l'annonce de presse, qui était le travail principal de cette époque. Elle s'était fait une spécialité des campagnes génériques dans les années 1920, comme "Eat more fruit" avec son slogan "An apple a day keeps the doctor away".
Francis gravit très vite les échelons et en devient le principal manager en 1937 à 34 ans, puis le premier président à ne pas être de la famille à diriger l'entreprise.
Il propulsa l'agence endormie au sommet de l'establishment londonien grâce à des campagnes publicitaires audacieuses et nouvelles, et lança de grandes opérations de relations publiques. Il fut aussi l'un des premiers à appliquer les méthodes de la publicité au partis politiques anglais, notamment dans une campagne pour le parti travailliste dans le pays de Galles.

### David Ogilvy, dans l'ombre de Francis
Après avoir envoyé David chez son client AGA, pour devenir représentant en Écosse de cette marque de cuisinière, il découvrit à quel point son frère avait été efficace, entre autres dans la rédaction de la brochure pour les commerciaux de la marque: "Theory and Practice of Selling the AGA Cooker".
Il prend donc David en stage à Londres pour le former au métier de concepteur-rédacteur en 1935. Celui-ci a 24 ans, et va découvrir tous les départements de l'agence.
En 1938, il convainc le conseil d'administration d'envoyer son jeune frère David à New York pour y apprendre les nouvelles techniques de publicité américaine, et lui donne un grand nombre de contacts sur place pour s'y installer. Leur correspondance est extrêmement intense, allant jusqu'à deux pages par jour, sur l'expérience impressionnante des américains dans la publicité, la découverte du travail de Claude C. Hopkins et Albert Lasker, de Rosser Reeves, John Caples et George Gallup entre autres.

### Rédacteur de Winston Churchill au cabinet de guerre
Pour la plus grande partie de la Seconde Guerre mondiale, le chef d'escadron Francis Ogilvy, a vécu dans les souterrains du cabinet de guerre, non loin de 10 Downing Street à Londres, où il était de veille toutes les nuits à attendre Churchill.
Comme il le décrit lui-même: "vous essayez de vous endormir à une heure surnaturelle, lorsque Winston Churchill descendait, vous secouait et dictait mot à mot, non pas comme on le ferait pour une secrétaire, mais en termes généraux, décrivant ce qu'il voulait dire, laissant au rédacteur le travail d'écrire proprement dit, dans le style de Churchill". "Je veux un câble pour Roosevelt", disait Churchill. "Écrivez à Staline, écrivez aux chefs d'état-major !". Puis il exposait ses idées. "Et que ce soit prêt pour moi au petit déjeuner!". Francis disait que, lorsqu'il a commencé ce travail, il pensait comme tout le monde qu'il écrivait bien. "J'ai réalisé que je ne pouvais plus écrire. Mais au moment où Churchill avait fini de me crier dessus et de me faire la leçon, je pensai que je le pouvais.".

### Ogilvy & Mather
Développant considérablement Mather & Crowther, Francis Ogilvy s'associa alors à son frère et une autre agence londonienne S.H. Benson Ltd., pour créer une tête de pont britannique à New York, en 1948 : Hewitt, Ogilvy, Benson & Mather, Inc.. Ils mettent chacun 40 000 dollars, dans l'affaire et permettent à David de représenter certains de leurs clients encore absents des États-Unis, comme les bières Guinness, ou Schweppes.
Huit mois après sa mort le 16 mars 1964, l'agence fusionne avec celle de son frère pour devenir Ogilvy & Mather International, Inc..